# Edward Leslie
Edward „Ed“ Harrison Leslie (* 21. April 1957 in Tampa, Florida) ist ein US-amerikanischer Wrestler. Bekannt wurde er in der World Wrestling Federation unter dem Namen Brutus „The Barber“ Beefcake und später in der WCW als The Butcher, Zodiak, The Man With No Name, The Booty Man und The Disciple. 2019 wurde er in die WWE Hall of Fame aufgenommen.

## Karriere

### National Wrestling Alliance
Leslie begann seine Karriere 1977 unter den Namen Eddie Boulder und Dizzy Hogan als Team-Partner seines Freundes Hulk Hogan. Anfang der 1980er Jahre machte er sporadische Auftritte für die World Wrestling Federation und trat in Bill Watts’ Mid-South-Region auf. Ebenfalls 1980 erhielt er zusammen mit Robert Fuller zum ersten Mal den NWA Southeastern Tag Team Champion Titel, welchen er 1983 mit Ken Lucas noch zwei Mal erhalten sollte.

### World Wrestling Federation
1984 wechselte er zur damaligen World Wrestling Federation (heute WWE). Dort bekam er den Namen Brutus Beefcake. Er nahm in diesem Jahr auch an der ersten WrestleMania teil, als Gegner von David Sammartino, Sohn von Bruno Sammartino.
1985 bildete Leslie mit Greg „The Hammer“ Valentine das Tag Team Dream Team. Gemeinsam gewannen sie am 24. August 1985 die WWF-Tag-Team-Championship von Mike Rotunda und Barry Windham. Den Titel gaben sie bei WrestleMania 2 an The British Bulldogs (Davey Boy Smith und Dynamite Kid) ab. 1987 trennte sich das Dream Team. Am selben Abend (Wrestlemania III) wurde das Gimmick des Barber (engl. Barbier) geboren, als Leslie die Haare von Adrian Adonis abschnitt und Leslie fortan mit einer Schere, bzw. später einer Heckenschere zum Ring kam.
In der Folgezeit baute man Leslie 1988 für eine Regentschaft als Intercontinental-Champion auf, entschied sich jedoch dann für den neu in die Organisation gekommenen Ultimate Warrior. Leslie arbeitete stattdessen in einem Programm mit Outlaw Ron Bass.

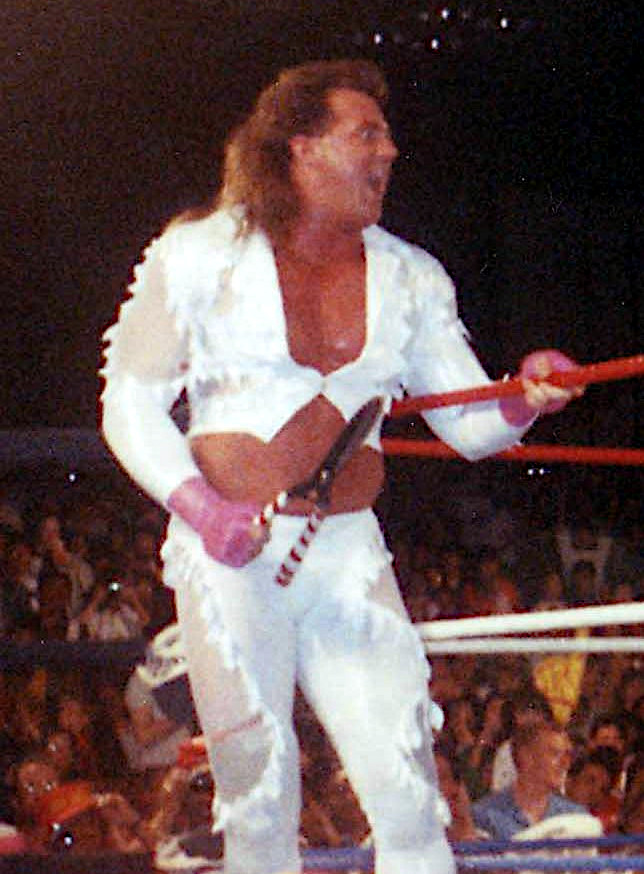
Leslie während der späten 1980er Jahre

1989 traten Leslie und Hulk Hogan gegen Randy Savage und Zeus in einem Steel-Cage-Match an. Dieses Match war hauptsächlich als Promotion für Hogans Film Der Hammer (No Holds Barred) gedacht, in welchem es ebenfalls gezeigt wurde.
Beim Royal Rumble 1990 startete Leslie eine Fehde gegen Mr. Perfect um die Intercontinental-Championship, welche beim SummerSlam ihren Höhepunkt finden sollte. Doch einige Tage vorher verletzte sich Leslie bei einem Parasailing-Unfall so schwer, dass es ihn fast das Leben kostete. Der Unfall führte dazu, dass Leslies Gesichtsschädel operiert werden musste. Dadurch musste er bis 1993 pausieren.
1993 kehrte er in den Ring zurück, wo er von Money Inc.(Ted DiBiase und Irvin R. Shyster) attackiert wurde. Die Folge war ein Match um die WWF-Tag-Team-Championship, das er als Mega Maniacs zusammen mit Hulk Hogan bei Wrestlemania IX bestritt, der sein Comeback gab.

### World Championship Wrestling
Nach King of the Ring 1993 verließ Hogan die WWF in Richtung World Championship Wrestling, wohin ihm Leslie folgte. Da die Rechte am Gimmick des Brutus „The Barber“ Beefcake bei der WWF lagen, nannte man Leslie zunächst Brother Bruti, später The Butcher und Zodiac. Doch keines der Gimmicks kam bei den Fans an. Daher wurde für ihn das Gimmick des Booty Man erschaffen, welches nahe an sein WWF-Gimmick angelehnt war. 1996, nach der Gründung der nWo verließ Leslie die WCW. 1998 kehrte er, bärtig und mit Sonnenbrille, an der Seite Hogans unter dem Namen The Disciple (engl. für Anhänger, Jünger) zurück. In dieser Rolle war Leslie nicht selbst als Wrestler aktiv, sondern griff nur bei Hogans Matches zu dessen Gunsten ein. Als der Ultimate Warrior in die WCW kam, lief Leslie auf dessen Seite über. Nachdem der Warrior jedoch die Liga wieder verlassen hatte, wurde Leslie nicht mehr benötigt und schließlich entlassen.

### Independent
Seither tritt Leslie immer wieder in der Independent-Szene auf.
Nebenbei nahm er eine Stelle als Ticketverkäufer in einer U-Bahn an.

## Privates und Interessantes
- Leslie ist privat eng mit Hulk Hogan befreundet. In der Sendung Hulk Hogan’s Celebrity Championship Wrestling war er einer der Trainer der prominenten Teilnehmer.
- Er arbeitet heute als Manager eines Fitnessstudios.
- Leslie hat sich selbst einmal bei eBay versteigert.
- Er war kokainabhängig, machte jedoch einen Entzug.

## Erfolge
- National Wrestling Alliance

- 3× Southeastern Tag Team Champion 1× mit Robert Fuller und 2× mit Ken Lucas

- World Wrestling Entertainment

- WWF Tag Team Champion mit Greg „The Hammer“ Valentine

- New World Wrestling

- Tag Team Champion (mit Big Paulie Gilmore)

- Slam All-Star Wrestling

- 1× MSW Tag Team Champion mit Shane Williams